# Romeo und Julia im Schnee
Romeo und Julia im Schnee ist ein deutscher Stummfilm von Ernst Lubitsch aus dem Jahr 1920. Die Groteske entstand nach Motiven von William Shakespeares Drama Romeo und Julia.

## Inhalt
Das kleine Dorf Schwabstedt im Schwarzwald: Seit Herr Capulethofer und Herr Montekugerl den Dorfrichter während eines Prozesses mit einer Wurst bestechen wollten und daher beide zur Zahlung der Verhandlungskosten bestimmt wurden, herrscht Feindschaft zwischen den Bauernfamilien. Julia soll den jungen Paris heiraten, doch verliebt sie sich auf den ersten Blick in Romeo, den Sohn des Hauses Montekugerl, der nach Jahres des Militärdienstes ins Dorf zurückgekehrt ist.
Ein Maskenfest steht an, auf dem Paris Julia den Hof machen will. Romeo jedoch gelingt es, ihn betrunken zu machen und in sein Kostüm zu schlüpfen. Romeo und Julia beschließen noch in derselben Nacht zu heiraten. Julia jedoch soll nun gegen ihren Willen mit Paris verlobt werden. Zusammen mit Romeo kauft sie bei einem Apotheker Gift, das sich jedoch nach der Einnahme in einer Scheune als Zuckerwasser entpuppt. Da Julia ihrer Familie einen Abschiedsbrief hinterlassen hat, ist die Aufregung groß. Die Capulethofers und die Montekugerls gelangen gemeinsam zur Scheune, wo sie das sich totstellende Liebespaar finden. Über dem gemeinsamen Bejammern der verlorenen Kinder „erwachen“ Romeo und Julia und verkünden schließlich zur allgemeinen Erleichterung, dass sie heiraten werden.

## Produktion
Die Dreharbeiten fanden in den Maxim-Studions auf der Blücherstraße in Berlin und in Menzenschwand im Schwarzwald statt.
Die Uraufführung von Romeo und Julia im Schnee war am 12. März 1920 im Mozartsaal und im U.T. Kurfürstendamm in Berlin. Drei Tage vor Romeo und Julia im Schnee war mit Kohlhiesels Töchter bereits eine weitere Shakespeare-Adaption Lubitschs in die Kinos gekommen.

## Kritiken
Die zeitgenössische Kritik bezeichnete das Drehbuch im Vergleich zum fast zeitgleich erschienenen Film Kohlhiesels Töchter als „das stärkere; die Handlung zeigt mehr Reichtum und Entwicklung. Situationskomik ist gar kein Ausdruck für das, womit dieser Film überreich gesättigt ist. Die Szenen, die Typen sind einfach zwerchfellerschütternd. Die Typen – ja, sie sind einfach vorzüglich. […] Lubitschs an Einfällen reiche und bildsaubere Arbeit ist ein voller Erfolg.“
Andere Kritiker empfanden gerade den direkten Vergleich mit Kohlhiesels Töchter als negativ für die Groteske: „Das kann man eigentlich bedauern, denn ohne die Erinnerung an das überschäumend lustige, urdrollige Henny Porten-Lustspiel mit der fabelhaften Leitung dieses Filmstars in einer Doppelrolle wirkt sicherlich auch der neueste Bauernschwank sehr erheiternd.“